# Castell de Hikone
El castell Hikone (彦 根 城 Hikone-jō) és un castell japonès situat a la prefectura de Shiga, Japó, a més de ser lloc històric més famós de la ciutat.

## Història
Aquest castell troba el seu origen al període Edo i va ser construït entre el 1603 i el 1622 per Ie Naokatsu, fill del dàimio Ii Naomasa. Part del castell va ser construït amb pedres de l'antic castell Sawayama.
Quan va començar l'era Meiji el 1868, molts castells van ser desmantellats, però a petició de l'emperador en persona, el castell Hikone es va mantenir intacte.
Al dia d'avui el castell Hikone és un dels castells originals construïts en tot Japó i va ser designat Tresor Nacional del Japó el 1952.

## Galeria

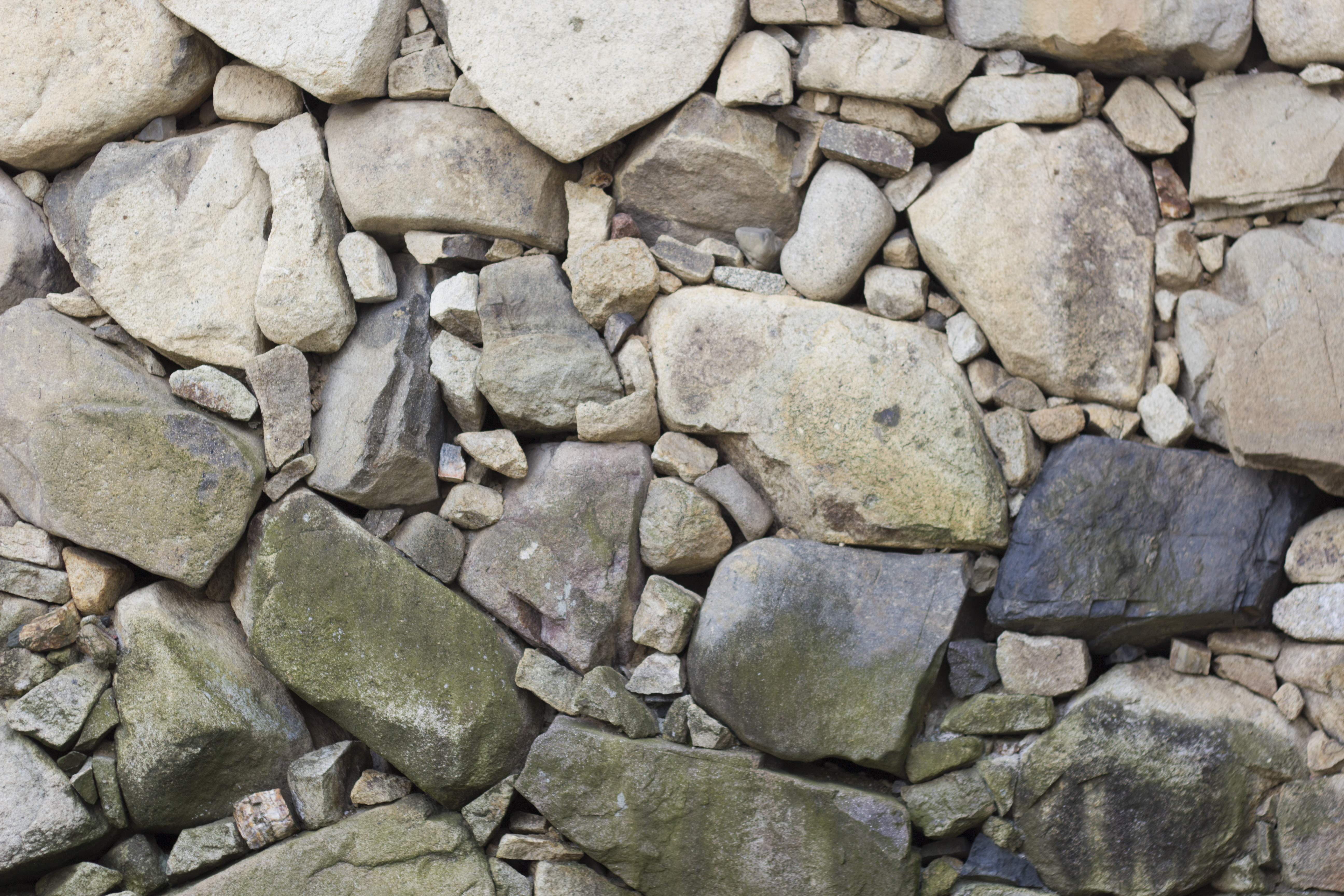
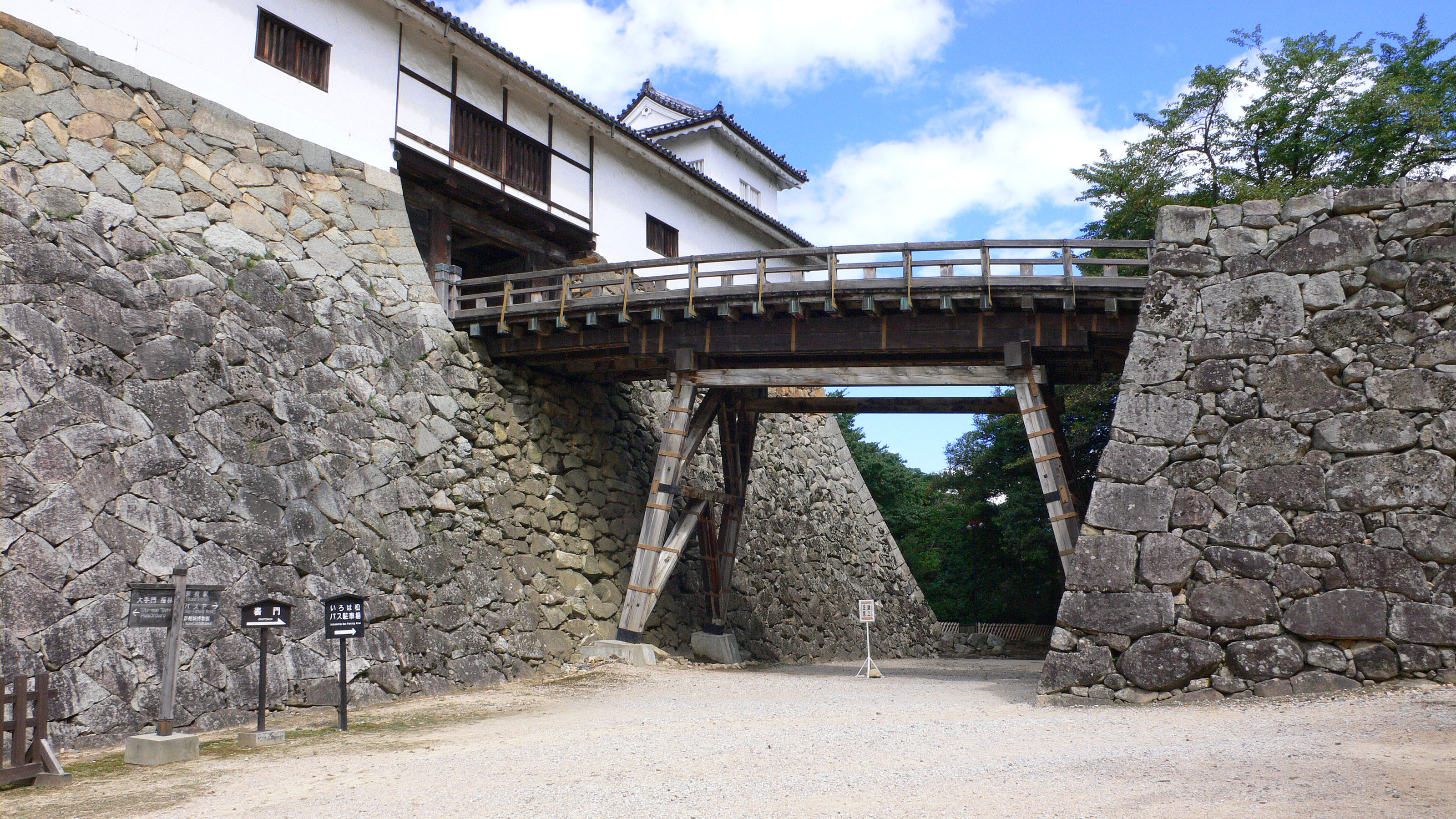
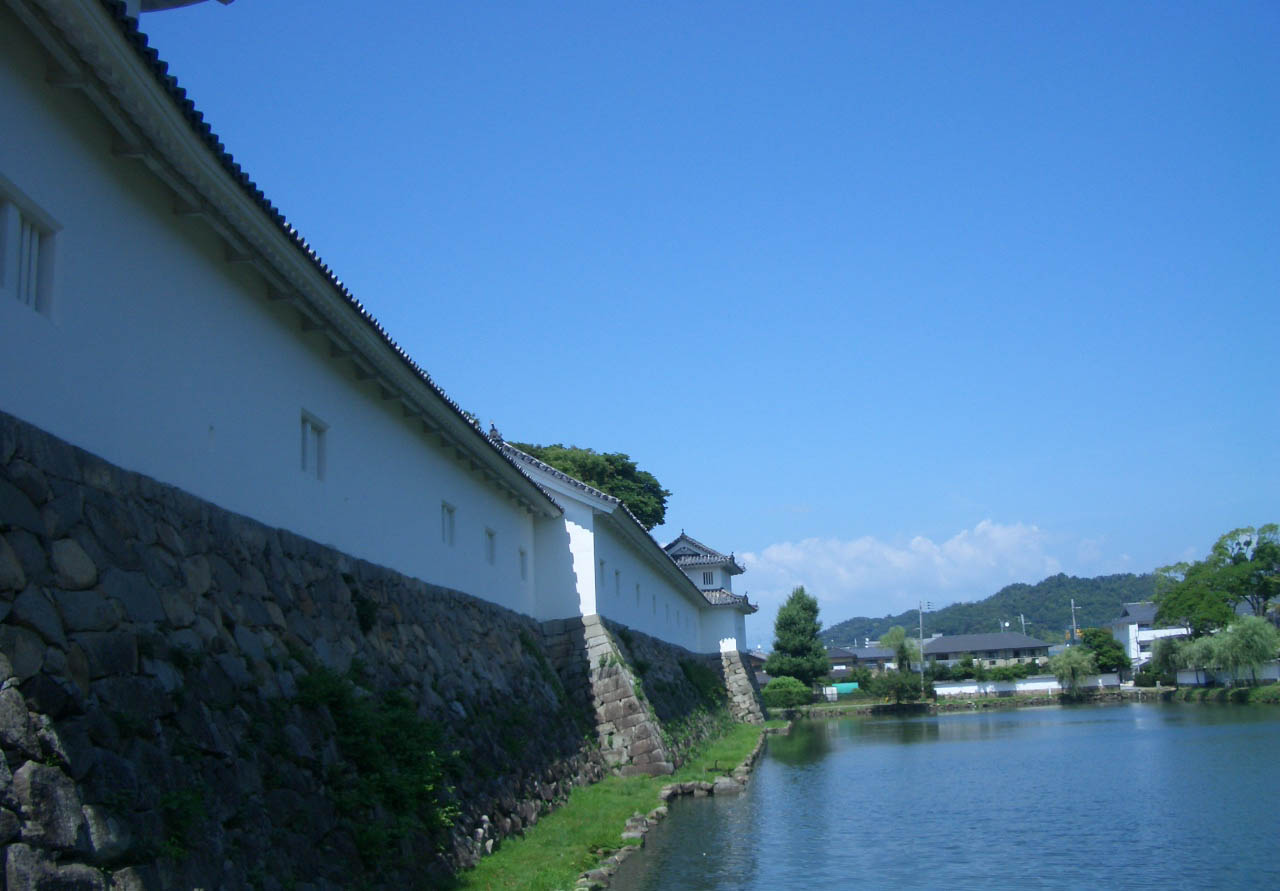
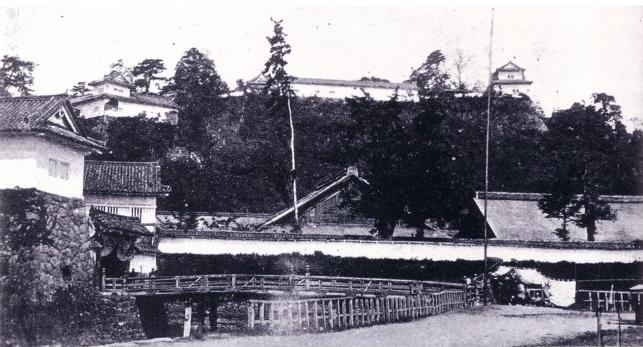
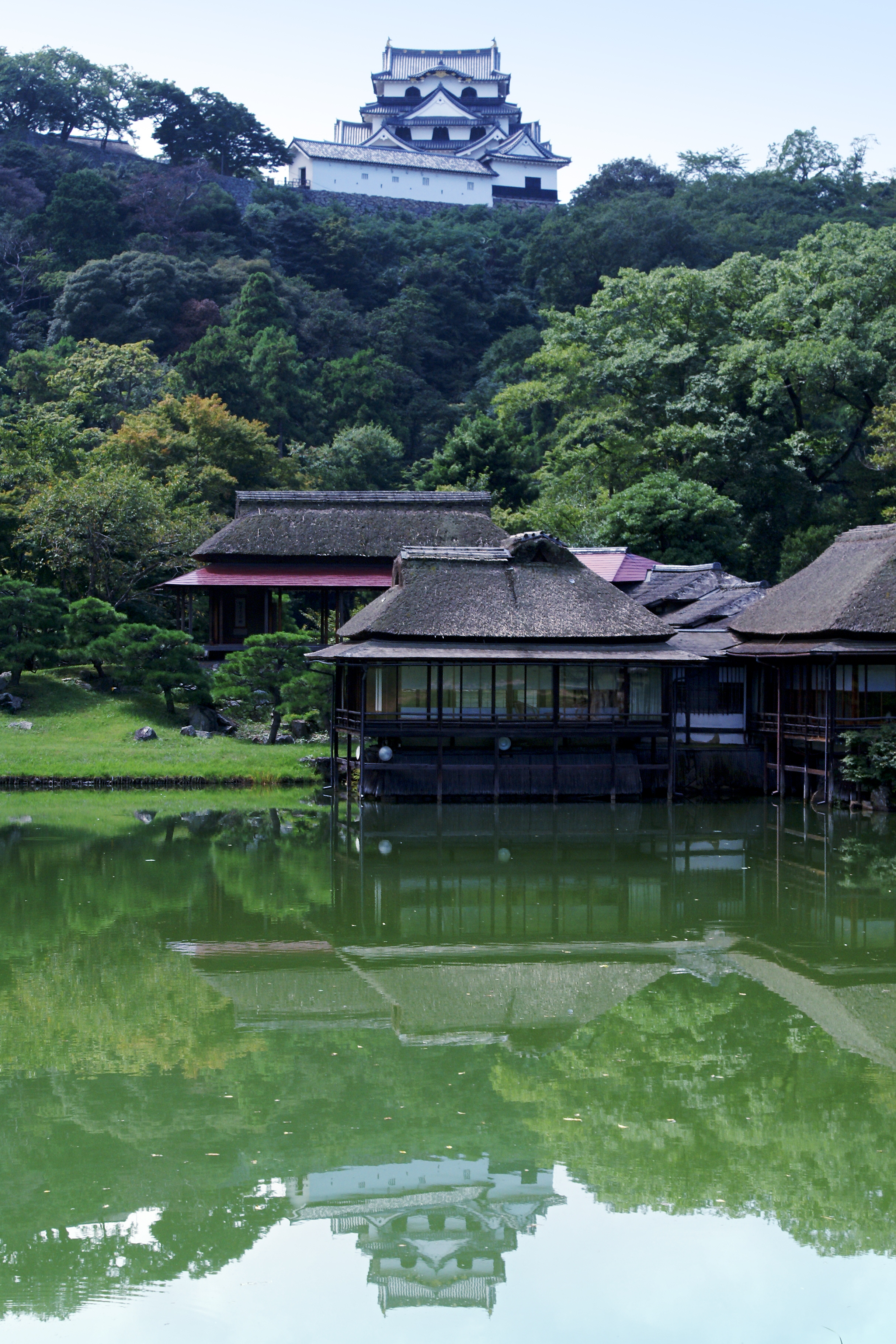
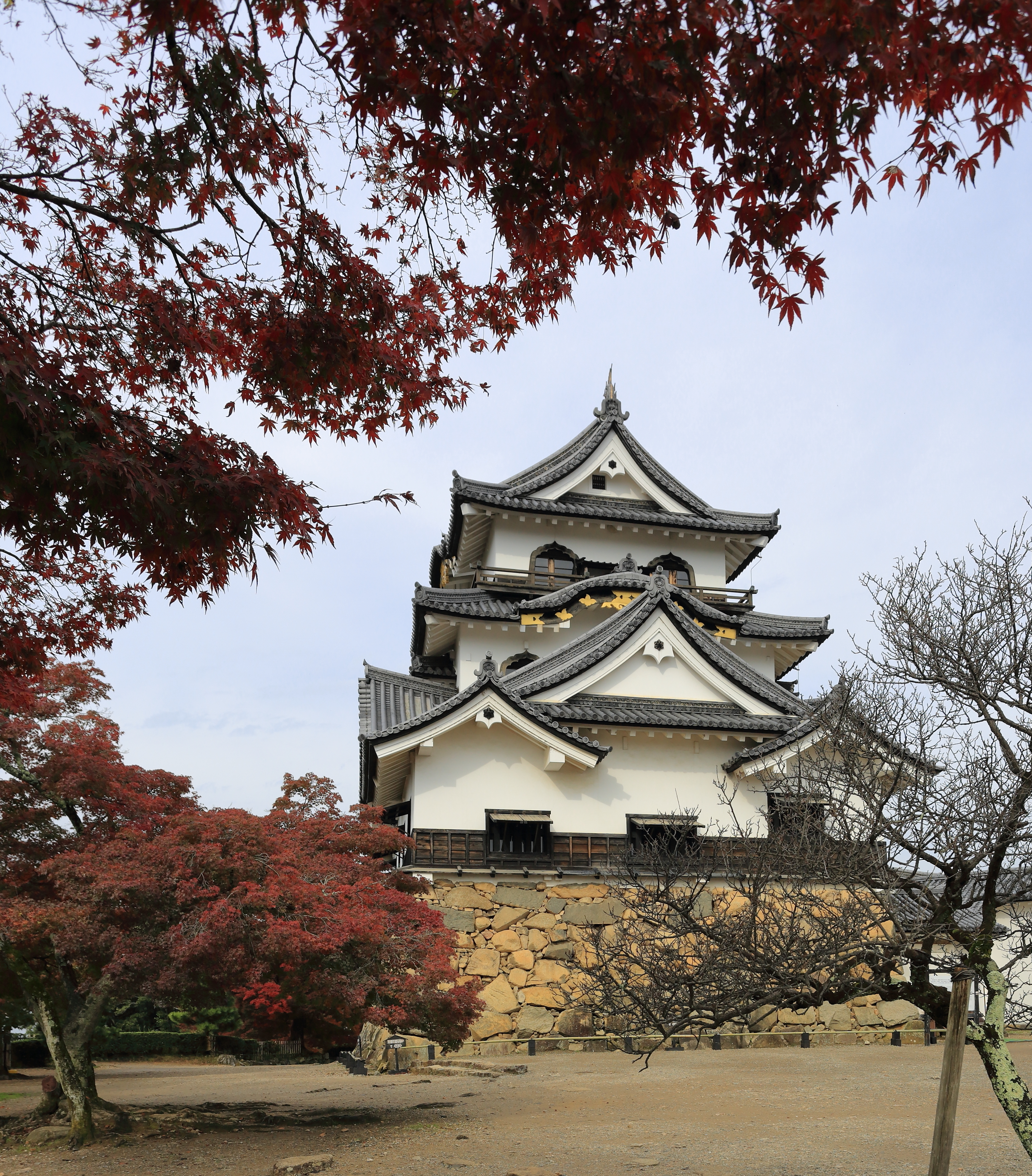
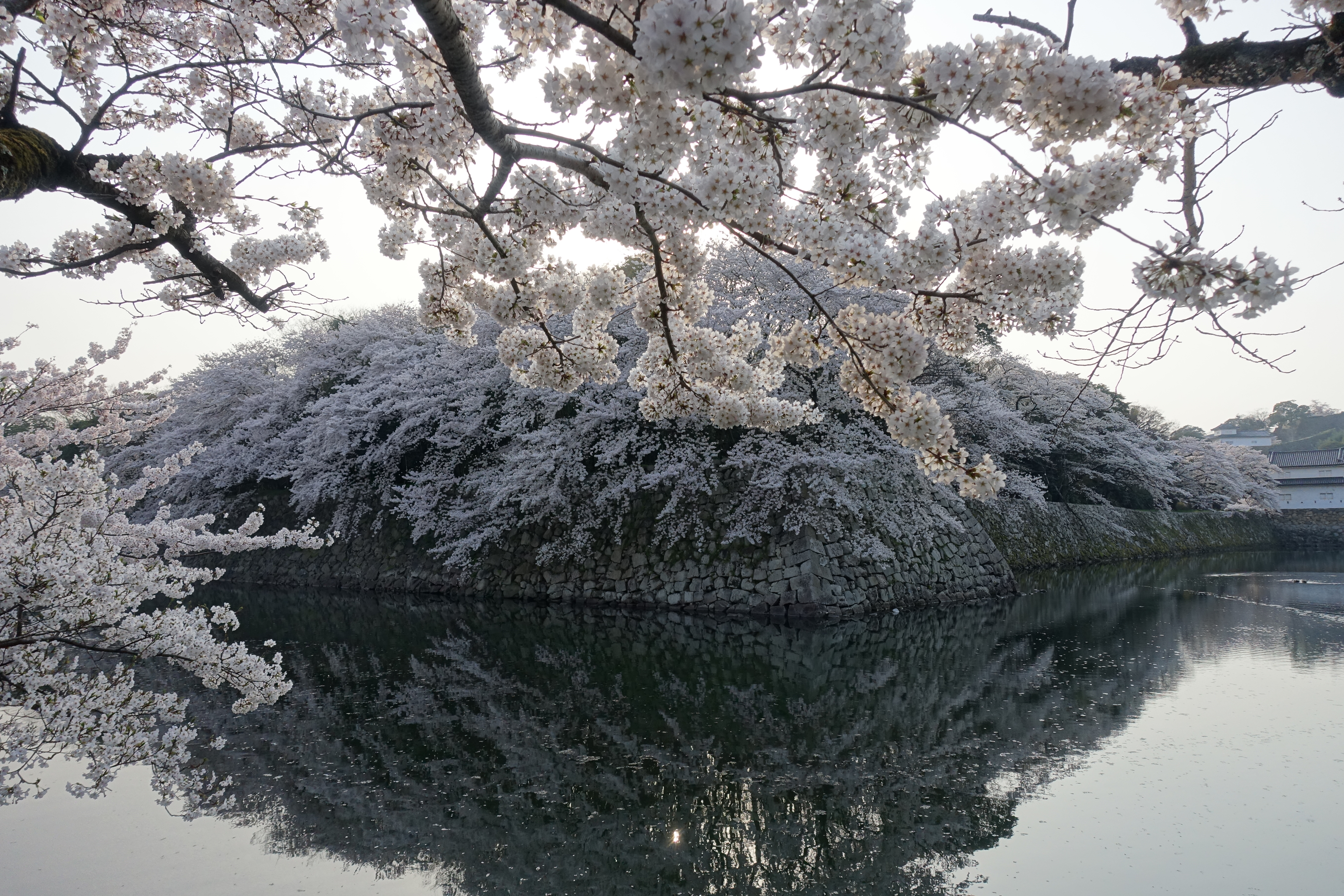